# Liste der Vertriebenendenkmale in Sachsen
Diese Liste der Vertriebenendenkmale in Sachsen verzeichnet die Vertriebenendenkmale in Sachsen.

## Liste

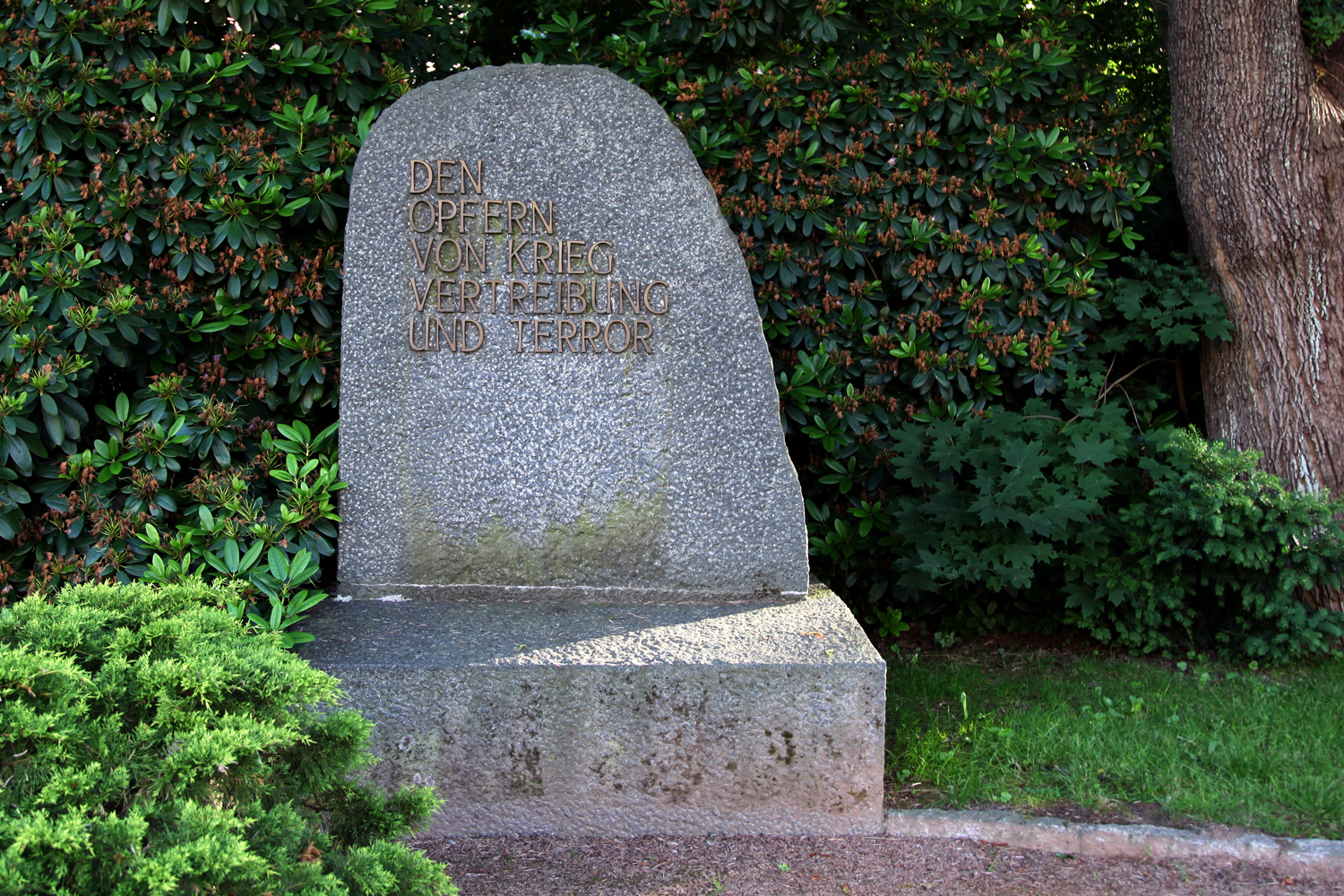
Radeberg

- Altenberg (Erzgebirge), Gedenkstein am alten Grenzübergang im Ortsteil Zirnwald (1997): „Nie wieder Diktatur. Nie wieder Krieg. Nie wieder Vertreibung. Sudetendeutsche Landsmannschaft, Kreisgruppe Weißeritzkreis.“
- Auerbach/Vogtl., Gedenkstein an der Willy-Brandt-Straße (1995): „Zum Gedenken der Heimatvertriebenen und der Verschleppten des 2. Weltkrieges. Errichtet vom BdV-Kreisverband Auerbach e. V. unter Mitwirkung des Steinmetzbetriebes Hernes.“
- Crimmitschau, Gedenkstein auf dem Friedhof: „Zum Gedenken an die Opfer von Flucht und Vertreibung aus der Heimat 1945–1948.“
- Delitzsch, Gedenkstein an der Marienstraße (2000): „Zum Gedenken an die Vertreibung und das Unrecht an den Deutschen nach dem 2. Weltkrieg.“
- Deutschneudorf, unweit der Grenzbrücke nach Böhmen, Gedenkstätte 9. Juni 1945 (2003).[1] „Zum Gedenken an die vielen Opfer des Todesmarsches der Komotauer deutschen Männer am 9. Juni 1945 von Komotau (jetzt Chomutov) über Gebirgsneudorf (jetzt Nová Ves v Horách) in die tschechischen Zwangsarbeitslager in Maltheuern (jetzt Záluží (Litvínov)), an die Toten des Massakers auf den Jahnspielplätzen in Komotau und im ganzen Bezirk; an die gemarterten Frauen und zur Zwangsarbeit verschleppten Frauen und Mädchen, die ermordeten Deutschen im tschechischen KZ Komotau–Glashütte und alle Opfer der Vertreibung der Sudetendeutschen.“[2][3]
- Dresden, Gedenktafel an einem Brückenpfeiler neben dem nördlichen Uhrturm des Dresdner Hauptbahnhofs: „Zum Gedenken an zahllose deutsche Flüchtlinge und Vertriebene, die im Schicksalsjahr 1945 im Dresdner Hauptbahnhof Zuflucht gefunden haben.“

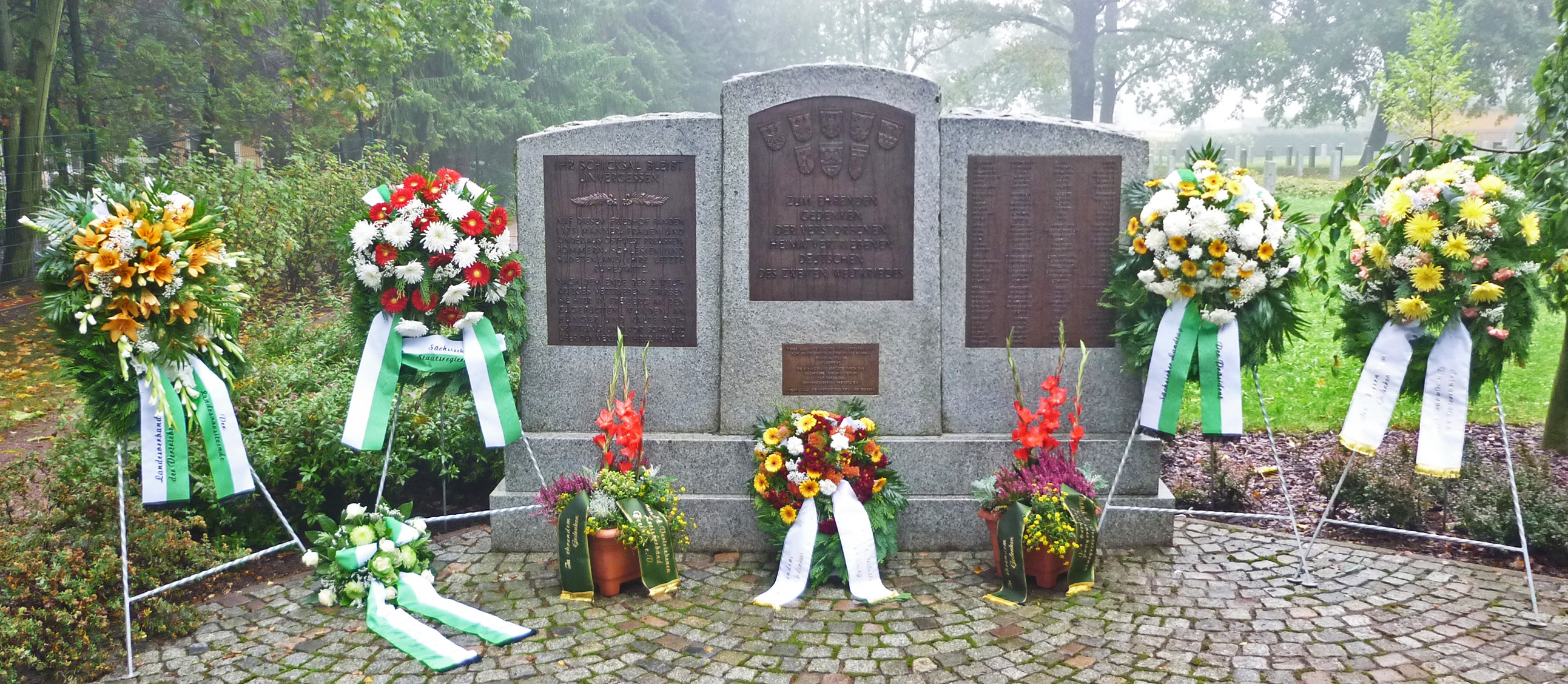
Vertriebenendenkmal in Freiberg

- Freiberg, Vertriebenenfriedhof an der Himmelfahrtsgasse (2002): „Ihr Schicksal bleibt unvergessen. Auf diesem Friedhof fanden 1375 Männer, Frauen und Kinder aus Ost-Westpreußen, Pommern, Schlesien und Sudetenland ihre letzte Ruhestätte. Nach dem Ende des 2. Weltkrieges vertrieben, starben sie in Freiberg an den zugefügten Wunden, an Hunger und Kälte, Entkräftung und vor Schmerz über den Verlust ihrer Heimat.“
- Freital, Gedenkstein auf dem Platz der Jugend (1996), verlegt auf den Johannisfriedhof in Schweinsdorf (2005): „In ehrendem Gedenken der Opfer von Krieg, Flucht und Vertreibung.“
- Nardt, ehemaliges Flüchtlingslager Elsterhorst

1. Holzkreuz (1993): „Zum Gedenken an die über 55 Mio. Kriegstoten und 16. Mio. Vertriebenen des 2. Weltkrieges.“
2. Gedenkstein (1997): „Wir gedenken der 15 Millionen Heimatvertriebenen aus Schlesien, Pommern, Danzig, Ost-Westpreußen, dem Sudetenland und den deutschen Siedlungsgebieten in Ost- und Südosteuropa, von denen ca. 2,5 Mill. bei der Vertreibung umkamen. Von ihnen starben in den Jahren 1946–1947 im Lager Elsterhorst 606 Männer, Frauen und Kinder. Wir ehren ihr Andenken und das der hier ebenfalls ruhenden Soldaten des Weltkrieges 1939–1945. Heimatgruppe und Zentralstelle Grafschaft Glatz/Schlesien e. V. Lüdenscheid 1997.“

- Pirna, Denkmal Gegen das Vergessen im Park Brückenstraße an der Elbe: „Allen Opfern von Krieg, Gewalt und Vertreibung.“ (Volkstrauertag 2004)
- Radeberg, Gedenkstein an der Ecke Dresdener Straße / August-Bebel-Straße (1994): „Den Opfern von Krieg Vertreibung und Terror.“
- Rübenau, Obelisk (1999): „Zum Gedenken an die gewaltsame Vertreibung von 1946.“ (Natschung, Heinrichsdorf, Kienhaid, Gabrielahütten)
- Torgau, Mahnmal an der Elbe, Elbstraße: 1945–1995. „In ehrendem Gedenken aller Opfer von Krieg, Flucht und Vertreibung. Erinnerung, Mahnung, Versöhnung, Frieden. Gestiftet vom Bund der Vertriebenen.“
- Lausche, Grenzübergang „Wache“ an der Rübezahlbaude in Waltersdorf (1995): „Über diesen Grenzübergang Die Wache wurden nach Kriegsende im Jahre 1945 Sudetendeutsche aus ihrer seit Jahrhunderten angestammten Heimat jenseits der Grenze vertrieben. Zum Gedenken 1945–1995. Heimatkreis Deutsch Gabel / Zwickau in Böhmen in München, gegründet 1950 Heimatkreis Böhmisch Leipa.“